# Арди, Франсуаза
Франсуа́за Мадле́н Арди́ (фр. Françoise Madeleine Hardy [fʁɑ̃swaz aʁˈdi]; 17 января 1944, Париж — 11 июня 2024, Париж) — французская певица, актриса и астролог. Арди была знаковой фигурой в области моды и музыки, особенно во франкоговорящих странах.

## Биография
Её мать работала помощником бухгалтера, а отец был руководителем на заводе, производящем счетные машины. Франсуазу и её младшую сестру Мишель (младше на восемнадцать месяцев) мать воспитывала одна, так как их отец уже был женат и держал в тайне от основной семьи двух своих дочерей, он мало помогал материально и редко навещал их. Девочка выросла на улице д’Омаля в 9-м округе Парижа, где находилась квартира матери. Воспитание Франсуаза получила в строгом религиозном коллеже для девочек La Bruyère, куда была отправлена по настоянию отца. Франсуаза росла чрезвычайно прилежной, набожной и застенчивой студенткой. Большое влияние на юную сентиментальную девушку оказала музыка, которую она слушала по радио: французский шансон и американский рок-н-ролл (Шарль Трене, Кора Вокер, Пол Анка, The Everly Brothers, Клифф Ричард, Конни Фрэнсис, Марти Уайлд). По просьбе матери отец в честь сдачи выпускных экзаменов в июне 1961 подарил Франсуазе гитару. До этого Франсуаза пробовала сочинять песни; в поисках себя и профессии, связанной с музыкальной средой, девочка поступила в частную музыкальную школу Petit Conservatoire Мирей Артюш. По настоянию матери одновременно с посещением консерватории Франсуаза поступила в Парижский университет на факультет политологии (позже перевелась на филологический факультет). После первого года обучения в университете Франсуаза пришла по рекламному объявлению в газете France Soir в звукозаписывающую компанию на прослушивание молодых певиц и прошла отбор. В ноябре 1961 года фирма Vogue предложила ей контракт на запись дебютного сингла, который разошёлся двухмиллионным тиражом.
После этого Роже Вадим предложил ей роль в фильме «Замок в Швеции».
В 1963 году она представляла Монако на конкурсе песни Евровидение с песней «L’amour s’en va» и заняла пятое место. В том же году удостоилась наград Академии Шарля-Кро и французского телевидения. Помимо родного языка, исполняла песни на английском, испанском, итальянском и немецком языках.
Долгое время была «лицом» домов моды «Пако Рабан», «Ив Сен-Лоран», «Курреж» и одним из главных эталонов красоты 1960-х годов. После успешной роли в фильме «Большой приз» подписала контракт со звукозаписывающей компанией Warner Bros.
В 1974 году известный астролог Жан-Пьер Николя предложил ей работать совместно с ним, и она стала экспертом-астрологом, ведя на «Радио Монте-Карло» в течение восьми лет передачи на астрологические темы.
В 1981 году вышла замуж за своего давнего партнёра Жака Дютрона. Их сын, Тома Дютрон (род. в 1973 году), пошёл по стопам родителей и стал музыкантом.
В 1988 году объявила о прекращении карьеры певицы, однако через пять лет снова начала работать, записав альбом «Le Danger», изданный в 1996 году.
С 2000 по 2012 год записала пять сольных альбомов, среди них — альбом дуэтов с известными французскими исполнителями в 2006 году.
В 2006 году награждена Большой медалью французского шансона, учреждённой Французской академией.
В 2008 году опубликовала автобиографию «Le Désespoir des singes… et autres bagatelles». После выхода альбома «L’Amour fou» и одноимённого романа в 2012 году объявила о завершении своей певческой карьеры. Затем, после трёх лет молчания, Франсуаза снова появилась на публике, представив книгу «Avis non autorisés», в которой она пишет о старости, о болезнях, об изменениях в своем теле, о врачах и шарлатанах, о политиках, об астрологии и о дружбе. Книга была продана в количестве более 62 тысяч экземпляров.
Франсуаза с 2004 года боролась с лимфомой, весной 2015 года она вынуждена была прервать рекламную кампанию своей новой книги из-за обострения болезни. Проведя две недели в коме, после длительного лечения и восстановления вернулась домой.
Её здоровье ухудшилось, и в 2021 году она попала в новости как сторонница легализации самоубийства с помощью врача во Франции, выразив свое желание прибегнуть к эвтаназии. Она сказала Флави Фламент из RTL: «Это совершенно ужасно, но на данный момент я успокоилась. Мне удаётся готовить самой. Пока я могу это делать, всё хорошо! Но если станет ещё хуже, если я ослабею настолько, что не смогу ничего делать, я всерьёз задумаюсь об эвтаназии. Я не могу оставаться в таком состоянии и ждать, когда придёт смерть, потому что я больше не могу жить. Я не могу делать то, что требует моя жизнь.». Она также рассказала о своей неспособности продолжать петь из-за последствий лечения.
Скончалась 11 июня 2024 года от рака гортани в Париже на 81-м году жизни. Перед смертью она также пережила несколько падений и переломов костей.

## Дискография
- Tous les garçons et les filles (1962)
- Le Premier Bonheur du jour (1963)
- Mon amie la rose (1964)
- In Deutschland (1965)
- L’Amitié (1965)
- Françoise Hardy Sings in English (1966)
- La maison où j’ai grandi (1966)
- Ma jeunesse fout le camp... (1967)
- Comment te dire adieu ? (1968)
- En Anglais (1969)
- One-Nine-Seven-Zero (1969)
- Alone (1970)
- Träume (1970)
- Françoise (1970)
- Soleil (1970)
- La Question (1971)
- Et si je m’en vais avant toi (1972)
- If You Listen (1972)
- Message Personnel (1973)
- Entr’acte (1974)
- Star (1977)
- Musique saoûle (1978)
- Gin Tonic (1980)
- À Suivre… (1981)
- Quelqu’un qui s’en va (1982)
- Décalages (1988)
- Le Danger (1996)
- Clair-obscur (2000)
- Tant de belles choses (2004)
- (Parenthèses…) (2006)
- La Pluie sans parapluie (2010)
- L’Amour fou (2012)
- Personne d’autre (2018)

## Фильмография
- 1963 — Замок в Швеции / Château en Suède
- 1965 — Что нового, кошечка? / What’s New Pussycat?
- 1965 — Une Balle au Cœur
- 1966 — Большой приз / Grand Prix
- 1966 — Мужское — женское / Masculin féminin
- 1966 — Пуля в сердце / Une balle au cœur
- 1968 — Монте-Карло: Это Роза / Monte Carlo: C’est La Rose
- 1972 — Голуби / Les Colombes
- 1976 — Если бы пришлось начать сначала / Si c'était à refaire

## Документальные фильмы
- 2013 — Неразлучные Арди и Дютрон / Hardy — Dutronc, les inséparables (реж. Гийом Флёре / Guillaume Fleuret, Жан-Батист Арно / Jean-Baptiste Arnaud)

### на английском языке
- Françoise Hardy, Jon E. Graham (Translator) (2018). The Despair of Monkeys and Other Trifles: A Memoir by Françoise Hardy. Feral House, 336 pages. ISBN 978-1-62731-060-4

### на французском языке
- Avis non autorisés… Des Equateurs, 2015, 248 pages. ISBN 978-2-84990-396-4
- Chansons sur toi et nous. Des Equaters, 2021, 432 pages. ISBN 978-2-84990-739-9
- L’Amour Fouby. Albin Michel, 2012, 192 pages. ISBN 978-2-226-24431-4
- L’Astrologie universelle. Albin Michel, 1986, 597 pages. ISBN 978-2-226-02806-8
- Le Désespoir des singes… et autres bagatelles. J’ai Lu, 2009, 448 pages, ill. ISBN 978-2-290-01739-5
- Un cadeau du ciel… Des Equateurs, 2016, 186 pages. ISBN 978-2-84990-477-0

### на английском языке
- Andrew Norman (2022). Francoise Hardy: A musical tale of love and loss. New Haven Publishing Ltd., 176 pages, ill. ISBN 978-1-912587-67-4

### на французском языке
- Robert Diméry. Les 1001 chansons qu’il faut avoir écoutées dans sa vie. Flammarion, 2014, 960 pages. ISBN 978-2-08-201539-4
- Jean-Marie Périer et Françoise Hardy. Françoise: par Jean-Marie Périer. Editions du Chêne, 2011, 240 pages. ISBN 978-2-8123-0489-7
- Frédéric Quinonero. Françoise Hardy — Un long chant d’amour. Archipel, 2017, 413 pages. ISBN 978-2-8098-2198-7
- Anne-Marie Simond et Françoise Hardy. Entre les lignes, entre les signes. J’ai Lu, 2009, 480 pages. ISBN 978-2-290-01866-8